# Lanteuil
 Lanteuil  (en occitano Lantuelh) es una comuna  y población de Francia, en la región de Lemosín, departamento de Corrèze, en el distrito de Brive-la-Gaillarde y cantón de Beynat.
Su población en el censo de 2008 era de 510 habitantes.
Está integrada en la Communauté de communes du Canton de Beynat.

## Demografía
| 523 | 469 | 427 | 406 | 431 | 479 | 510 |
| Para los censos de 1962 a 1999 la población legal corresponde a la población sin duplicidades (Fuente: INSEE [Consultar]) |     |     |     |     |     |     |